# Шелмут (језеро)
Шелмут (енгл. Shellmouth Reservoir) је вештачко језеро настало градњом бране на реци Асинибојн на граници између канадских преријских провинција Саскачеван и Манитоба. Језеро је познато и под именом Преријско језеро (енгл. Lake of the Prairies). 
Градња бране је започела 1964. као део великог пројекта борби против поплава у долини реке Асинибојн које су током великих поводња угрожавале и град Винипег. Радови на брани су окончани 1972. године. Устава је висока 21 метар и дугачка 1.300 метара. Само језеро дугачко је 56 км и има максималну запремину од 480.000.000 м³ воде. При максималној запремини ниво језера се налази на 429,3 метра висине (у просеку 425). Непосредно иза бране налазе се три преливна тока којима се одводи вишак воде из језера приликом највиших водостаја. 
Воде из језера се током сушнијег дела године користе за наводњавање околних пољопривредних површина али и као главни извор питке воде за градове Брендон и Портиџ ла Прери.